# Orcutt (Kalifornien)
Orcutt ist ein census-designated place (CDP) im Santa Barbara County im US-Bundesstaat Kalifornien mit 32.034 Einwohnern (Stand: 2020). Das Ortsgebiet hat eine Größe von 29,3 km².